# Acantholipes regulatrix
Acantholipes regulatrix is een vlinder van de familie van de spinneruilen (Erebidae), van de onderfamilie van de Erebinae. De wetenschappelijke naam van deze soort is voor het eerst voorgesteld door Edward Parr Wiltshire in een publicatie uit 1961.
De soort komt voor in Zuidwest-Iran en West-Afghanistan.